# Liparia
Liparia je rod rostlin z čeledi bobovité. Jsou to keře s jednoduchými listy a květy v nápadných vrcholových hlávkách s barevnými listeny, připomínající spíše zástupce čeledi proteovité než bobovité. Rod obsahuje v současném pojetí pouze 2 druhy, rozšířené jako endemity výhradně v západním Kapsku.

## Popis
Zástupci rodu Liparia jsou keře s jednoduchými listy s dlanitou žilnatinou. Palisty jsou drobné, vytrvalé. Květy jsou žluté, podepřené velkými a často barevnými listeny, ve vrcholových hlávkách. Kalich je pětičetný, se zuby delšími než kališní trubka. Horní 4 zuby jsou více či méně srostlé, spodní je nejdelší, petaloidní a nezřídka stejně dlouhý jako pavéza. Pavéza je podlouhlá, vejčitá až okrouhlá, člunek je zobanitý. Tyčinek je 10, jsou dvoubratré a nestejně dlouhé. Semeník je přisedlý nebo krátce stopkatý, vlnatý, s několika vajíčky. Lusky jsou vejčité až podlouhlé, zploštělé, kožovité, pukající dvěma chlopněmi.

## Rozšíření
Rod Liparia zahrnuje pouze 2 druhy: Liparia splendens a Liparia parva. Oba druhy se vyskytují výhradně v Jižní Africe v západním Kapsku.
Liparie rostou v propustných, chudých, křemičitých půdách v keřovitých společenstvech nazývaných fynbos. Oba druhy jsou uvedeny na červeném listu ohrožených druhů jihoafrické květeny.

## Ekologické interakce
Květy Liparia splendens jsou opylovány strdimily hledajícími nektar, navštěvují je však i drvodělky. Naproti tomu přízemní květenství Liparia parva jsou opylována savci. Semena Liparia splendens mají míšek a jsou roznášena mravenci, kteří jej konzumují. Rostlina je adaptována na pravidelné požáry a přežívá je díky podzemnímu dřevnatému kořeni, z nějž po požáru opět obráží.

## Taxonomie
V některých zdrojích je u rodu Liparia uváděno až 20 druhů, pokud je do tohoto rodu vřazen i příbuzný rod Priestleya. Některé druhy Liparia byly také přeřazeny do jiných rodů (Cullen, Xipotheca aj.), jiné jsou v současné taxonomii chápány jako poddruhy druhu Liparia splendens.
Druh Liparia splendens byl v dějinách botaniky popsán hned dvakrát. Poprvé jej popsal Nicolaas Laurens Burman v roce 1768 jako Leucadendron splendens, čímž jej zařadil mezi proteovité. Při pohledu na květenství, které se zcela vymyká bobovitým a skutečně připomíná některé jihoafrické proteje, a tuhé jednoduché listy, ani není divu. Podruhé jej popsal Carl Linné o tři roky později jako Liparia sphaerica. Rodové jméno má tak prvenství u Linného, zatímco druhové u Burmana.